# Luis de Unzaga y Amézaga
 (janvier 2022).
Luis de Unzaga y Amézaga le Conciliateur (1717-1793), officier de l'armée, gouverneur et Capitaine général de la Louisiane espagnole, de Cuba, Venezuela, Galicia, Granada et Malaga.

## Biographie
Louis de Unzaga y Amézaga est né à Malaga en Espagne en 1717. 
En 1735, il participe aux campagnes militaires d'Italie.
En 1740, il embarque pour Cuba. Il est nommé Lieutenant-gouverneur de Puerto de Príncipe, puis de Santiago de Cuba.
Durant la Guerre de Sept Ans qui oppose l'Espagne et la France à l'Angleterre, il défend La Havane contre les attaques navales anglaises et le blocus maritime du port de La Havane.
En 1769, il accompagne Alejandro O'Reilly à La Nouvelle-Orléans qui vient de se soulever contre la domination espagnole en Louisiane depuis le Traité de Fontainebleau de 1762 et mit en fuite le gouverneur espagnol Antonio de Ulloa. Le 1er décembre 1769, il forme un nouveau conseil colonial (Cabildo) pour la Louisiane.
En 1770, il se marie avec la fille d'un riche négociant et officier franco-louisianais Gilbert-Antoine de Saint Maxent.
En 1776, sur instruction du gouvernement espagnol, il permet aux insurgés  ou " Insurgents" des Treize colonies britanniques d'acheter des armes, munitions et fournitures à la Nouvelle-Orléans, première étape de l'entrée de l'Espagne dans la guerre d'indépendance des États-Unis.
En 1777, le roi Charles III d'Espagne le nomme capitaine-gouverneur de la Capitainerie générale du Venezuela. Il assumera cette fonction jusqu'en 1782. 
En 1783, il est nommé gouverneur de Cuba et le restera jusqu'en 1785.
Il se retire ensuite en Espagne et meurt à Malaga en 1793.

## Sources
- Cazorla, Frank (dir.) Co-auteurs Cazorla-Granados, F. J.; G. Baena, Rosa; Polo, J. David: Le gouverneur Luis de Unzaga (1717-1793) Pionnier impliqué dans la naissance des États-Unis d'Amérique et du libéralisme. Fondation de Malaga, Malaga 2020  (ISBN 9788409124107)
- Charles Gayarré, History of Louisiana, Volume 3, 2e éd., James A. Gresham, New Orleans, 1879,